# Sékou Diabaté
Pour les articles homonymes, voir Diabaté et Sékouba Diabaté.
Sékou Diabaté, de son nom complet Sékouba Diabaté, est un guitariste guinéen né le 8 juillet 1944 à Tiro (région de Faranah), cofondateur du Bembeya Jazz en 1961.
il est le chef d'orchestre Bembeya Jazz depuis 2003.
Il est parfois appelé Sékou Bembeya Diabaté, et surnommé « Diamond fingers » pour ne pas le confondre avec son homonyme chanteur surnommé Sékouba Bambino.

## Discographie
avec le Bembeya Jazz:
- Bembeya (Marabi - Mélodie) 2002

sous son nom:
- Guitar Fö (discorama - harmonia mundi) 2004